# Rienzi
Rienzi, der letzte der Tribunen (Rienzi, ostatni z trybunów lub Rienzi – ostatni trybun) – opera w 5 aktach, skomponowana przez Richarda Wagnera, określona przez kompozytora jako „wielka opera tragiczna”. Libretto napisał kompozytor według powieści Edwarda Bulwera-Lyttona. Prapremiera opery miała miejsce w Dreźnie 20 października 1842 roku, a premiera polska we Lwowie w 1899.
Akcja opery rozgrywa się w Rzymie w połowie XIV wieku i nawiązuje do dziejów Coli di Rienzo.